# Ouca
Ouca é uma povoação portuguesa sede da Freguesia de Ouca do Município de Vagos, freguesia com 16,29 km² de área e 1750 habitantes (censo de 2021), tendo, por isso, uma densidade populacional de 107,4 hab./km².

## Demografia
Nota: a freguesia foi criada pelo decreto lei nº 47.033, de 30/05/1966, com lugares desanexados da freguesia de Sosa.
A população registada nos censos foi:
| Distribuição da População por Grupos Etários | Distribuição da População por Grupos Etários | Distribuição da População por Grupos Etários | Distribuição da População por Grupos Etários | Distribuição da População por Grupos Etários |
| -------------------------------------------- | -------------------------------------------- | -------------------------------------------- | -------------------------------------------- | -------------------------------------------- |
| Ano                                          | 0-14 Anos                                    | 15-24 Anos                                   | 25-64 Anos                                   | > 65 Anos                                    |
| 2001                                         | 267                                          | 244                                          | 905                                          | 458                                          |
| 2011                                         | 218                                          | 179                                          | 901                                          | 507                                          |
| 2021                                         | 189                                          | 175                                          | 853                                          | 533                                          |

## História
Ouca é terra muito antiga, citada em muitos documento datados da Idade Média.
Ouca é referida como Auqua, posteriormente por Ouqua. No final do século XIII, passa a “Auca” e no século XVII a “Ouqua” ou “Ouquam”.
Estes nomes advêm das águas salgadas de um braço de mar navegável, que aqui existiu em tempos remotos. Ouca, tal como se escreve atualmente, surge pela primeira vez no Foral de Vagos de 12 de agosto de 1514.
O braço de mar era navegável desde Aveiro até ao lugar de São Romão (a menos de 2 km de Ouca). Este braço de mar era provido de um canal, chamado Canal do Boco, bastante profundo. Nele navegavam embarcações como caravelas, onde se descobriram achados arqueológicos de embarcações marítimas soterradas e vestígios de consertos de embarcações.
A história de Ouca também esta profundamente relacionada com a do Mosteiro de Jesus de Aveiro, a partir do momento em que a “Quinta” de Ouca, então da comarca de Esgueira, fora adquirida por Diogo de Ataída e D. Brites Leitão no século XV, estes retiraram-se da corte depois da batalha de Alfarrobeira, em 1448. Nesta “Quinta” de terras muito produtivas, era cobrado o direito de portagem a tudo o que aqui se vendia.
Com a morte de D. Diogo de Ataída, da Casa de Atouguia,  ocorrida a 15 de Julho de 1453, D. Brites Leitão, com 27 anos, “dona do lugar de Ouca”, foi nomeada herdeira e encarregada de investir a “terça” do marido na Quinta de Ouca. Essa “terça” tinha como finalidade a criação de um bom hospital ou albergaria para peregrinos e religiosos, cujo albergue foi fundado num terreno da Quinta de Ouca.
Mais tarde, D. Brites Leitão fundava o Mosteiro de Jesus de Aveiro como sugerido por Frei João de Guimarães (prior do convento dos Dominicanos de Aveiro) e não em Ouca como terá inicialmente idealizado.  Seguindo Frei João de Guimarães “a quinta de Ouca era absolutamente imprópria para ela e suas filhas lá viverem, tanto mais que o conde de Odemira, D. Sancho de Noronha, pretendia embargar-lhe a posse da dita quinta”.
D. Brites Leitão e suas filhas deixaram a Quinta de Ouca no dia 24 de Novembro de 1458.
Porém, Ouca continuará ligada ao mosteiro por outro motivo. O tijolo do mosteiro foi fabricado nos fornos da propriedade da quinta de Ouca. E nas terras de Ouca o mosteiro tinha direitos de portagem de tudo quanto viesse de fora para vender (sal, sardinha, mexilhão, etc), a somar com foros pagos pelos lavradores sobre terras, vinhas, pomares e azenhas.
A freguesia de Ouca, foi aprovada e publicada a 30 de Maio de 1966, no Diário do Governo, Iº Série – Número 126, através do Decreto-Lei nº47033, sendo proveniente da Freguesia de Sosa, concelho de Vagos, distrito de Aveiro.
Tal como aconteceu em grande parte do Distrito de Aveiro, alguns agregados familiares emigraram, tendo sido especialmente a Venezuela um dos países escolhidos como destino para encontrar uma vida melhor. Outros destinos foram Brasil, França, Estados Unidos e Canadá.

## Lugares
Além da sede, a Freguesia de Ouca engloba os seguintes lugares:
- Carregosa
- Rio Tinto
- Tabuaço

### Ouca e o Mosteiro de Aveiro
O mosteiro de Jesus de Aveiro teve por fundadora D. Brites Leitão ou D. Brites Leitoa que, sendo de nobre linhagem, se criou em casa do Infante D. Pedro e casou com Diogo de Ataíde, cavaleiro fidalgo da mesma casa e guarda-mor de D. Isabel, esposa do filho de D. João I. Falecida esta, os cônjuges vieram para Ouca (Vagos), onde possuíam uma rica e vasta quinta.
Entretanto, sobreveio uma peste. Apesar de terem retirado para Leiria, Diogo de Ataíde faleceu em 1453; um dos dois filhos também sucumbiu ao flagelo – o primeiro morrera aos oito meses de idade; D. Brites, viúva de 27 anos, regressou a Ouca, na companhia das duas filhas. Resolveu depois dar-se à vida religiosa e, de acordo com o prior do convento dominicano da Misericórdia, mandou construir uma pequena edificação no sítio onde mais tarde se ergueu o mosteiro de Jesus; entrava para lá a 24 de Novembro de 1458, com as filhas.
Em 1460, bateu à porta D. Mícia ou Mécia Pereira, senhora fidalga, que enviuvara havia dois anos. A sua presença no incipiente recolhimento foi útil e decisiva; trouxe bens que se empregaram na compra de terrenos, com que se alargaram os iniciais, e na construção do edifício.
Pela bula Pia Deo et Ecclesiae desideria, de 16 de maio de 1461, o Papa Pio II autorizava a fundação conventual. (1) D. Brites e D. Mícia propuseram-se fazer a igreja e aumentar a habitação, em forma de mosteiro; a primeira pedra foi lançada por D. Afonso V e benzida, a 15 de janeiro de 1462, pelo bispo de Coimbra, D. João Galvão. D. Brites deslocava-se para Ouca com o fim de dirigir o fabrico dos tijolos e das telhas e D. Mícia ficava em Aveiro a vigiar as obras. Esta última senhora, esgotada pelo trabalho, morreria a 3 de outubro de 1464.
A primeira tomada de hábito foi a 25 de Dezembro de 1464 e, a 1 de janeiro seguinte, realizava-se a cerimónia da clausura. Um ano depois professava D. Brites e mais duas religiosas; as restantes aguardaram o domingo após a Epifania, 12 de janeiro, data em que, mais uma vez, esteve presente D. Afonso V.
A fundadora finou-se a 3 de agosto de 1480. O mosteiro, cujo edifício sofreu através dos tempos diversas ampliações e modificações, desde o início beneficiou material e moralmente com a estadia de Santa Joana, filha daquele monarca e de sua mulher, a rainha D. Isabel. Foi esse um facto extraordinário e de grande alcance na existência do cenóbio e do burgo, que ficou a marcar na história de ambos. O Príncipe Perfeito, que contrariaria a vocação da irmã, dar-lhe-ia finalmente as próprias rendas da vila de Aveiro.

## Património

### A fonte – Lavadeira de Ouca

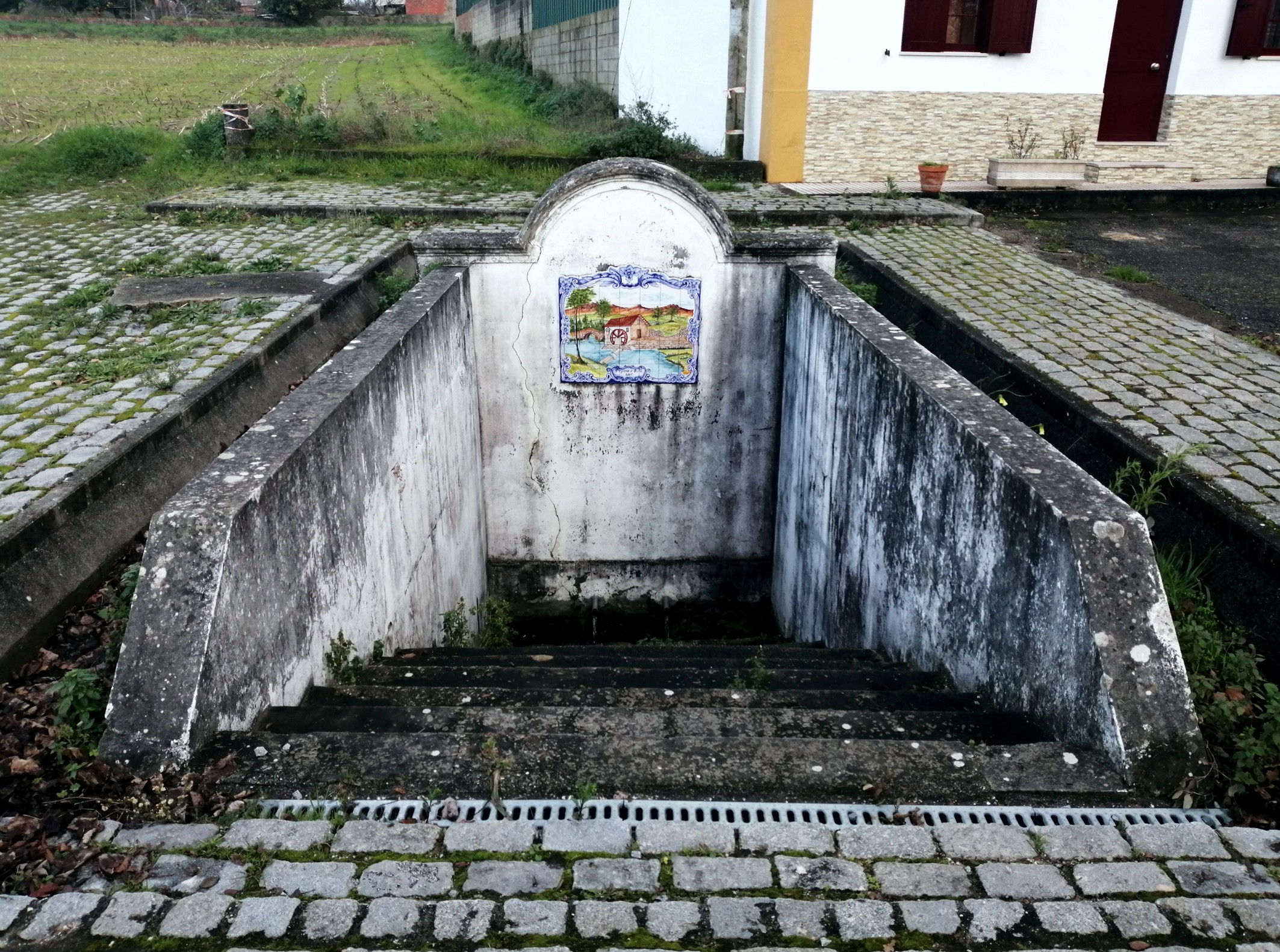
Fonte de Ouca

A fonte de Ouca é a única obra centenária que resta.
Originalmente a fonte, com duas bicas em cobre, primorosamente trabalhado, era composta por uma cúpula frontal bem aperfeiçoada e um painel de porcelana oval no centro da cúpula com um dístico que dizia: (C. M. V. 1833).
Como o lençol de água estendia-se muito a superfície e as duas bicas não eram suficientes para vazar a água, em 1911 foi construída a “Fonte Nova” a 12 metros para Norte, com uma bica de ferro. Rapidamente a tubagem oxidou, provocando a queda de uma das paredes sobre a vala que conduzia as águas por baixo do aqueduto lá existente, formando um lago onde as lavadeiras iam lavar a roupa.  Aqui sob a sombra de grossas carvalheiras, algumas ainda existentes, as lavadeiras lavavam e tagarelavam!
A nascente abastecedora da fonte, de muito antiga, apresentava-se arruinada, então em 1935 foi restaurada, demolindo-a e reconstruída, colocando um novo frontal. O frontispício tal como se encontra hoje em dia, difere muito do original. A água é canalizada através de cano de adobes, este estende-se por 49 metros para Sul, onde se encontra a nascente da água em forma de forno, estando já coberto com alguns metros de terra.
A fonte herdou os sete degraus em pedra granítica da fonte velha, mas devido ao desgaste e as enxurradas, mais alterações foram efetuadas pela Câmara. Numa primeira fase foram acrescentados dois degraus de cimento. Posteriormente, foram alteadas as paredes laterais e acrescentados três degraus em cimento. Para terminar, mais recentemente, em 2007, a Junta de Freguesia de então colocou um painel de azulejos retratando as azenhas.

## Cultura
O Rancho Folclórico e Etnográfico da Associação Recreativa e Cultural de Ouca trata-se de uma das grandes primeiras iniciativas desta associação e nasceu da vontade expressa de recuperar e manter algumas das tradições da região, em particular da freguesia de Ouca.
A sua primeira aparição pública foi nas festas em honra de Santo António, na localidade de Santo António de Vagos, no dia 10 de Junho de 2005 e desde então tem participado em diversas festividades e festivais de folclore às quais é frequentemente convidado.
O Rancho Infantil da Associação Recreativa e Cultural de Ouca teve a sua primeira aparição pública no dia 1 de Maio de 2006, durante a I Semana Cultural de Vagos, uma iniciativa da Câmara Municipal.
Este rancho infantil nasce da grande participação de crianças que existia no Rancho Folclórico e Etnográfico da ARCO que desde cedo quiseram também participar nas danças. Deste modo deu-se a oportunidade aos mais pequenos de participar mais ativamente nesta forma de expressão popular, sensibilizando-os para a importância de preservar a memória cultural da nossa região.

## Festas e Romarias
- Tabuaço:

1º domingo de agosto - Festas de Senhor dos Aflitos.
- Carregosa:

3º domingo de agosto - Festas de Nossa Senhora da Saúde
3º domingo de setembro - Festa em Honra do Dr. José Gregório.
- Ouca:

2º domingo de novembro - Festas de São Martinho
2º domingo de agosto - Festas de Nossa Senhora das Virtudes e do Mártir São Sebastião.
1º domingo de agosto - Passeio Convívio de motorizadas e motos antigas
Torneios de Malha no parque da Fonte e Azenhas

## Associativismo
- Arco - Associação Recreativa e Cultural de Ouca
- Jovens do Martinho